# Bart Heller
Bart Heller (Alkmaar, 5 maart 1971) is een Nederlands GroenLinks-politicus. 
Op 18 augustus 2008 volgde hij Albert Moens op als gedeputeerde voor onder andere natuur- en milieubeleid in de provincie Noord-Holland. Heller was tot dat moment MT-lid (afdelingshoofd Ondersteuning) bij de regionale sociale dienst Kromme Rijn Heuvelrug. Tussen 2003 en 2007 was hij fractievoorzitter van GroenLinks in de Provinciale Staten van Noord-Holland. Daarvoor was hij gemeenteraadslid en wethouder in Hilversum. Heller studeerde politicologie. Hij woont samen en heeft twee zoons en een dochter (*2018).
Hij trad af als wethouder op 3 maart 2025 na een beschuldiging van antisemitisme.